# 1963-as jégkorong-világbajnokság
Az 1963-as jégkorong-világbajnokság a 30. világbajnokság volt, amelyet a Nemzetközi Jégkorongszövetség szervezett. A vb-ken a csapatok három szinten vettek részt.

## A csoport
1–8. helyezettek
- Szovjetunió – Világbajnok
- Svédország
- Csehszlovákia
- Kanada
- Finnország
- NDK
- NSZK
- Egyesült Államok

## B csoport
9–15. helyezettek
- Norvégia
- Svájc
- Románia
- Lengyelország
- Jugoszlávia
- Franciaország
- Nagy-Britannia

## C csoport
16–21. helyezettek
- Ausztria
- Magyarország
- Dánia
- Bulgária
- Hollandia
- Belgium